# Ганда Сінґх
Ганда Сінґх (д/н — 1776) — 3-й магараджа Амрітсару і Лахору в 1774—1776 роках.

## Життєпис
Походив з джатського клану Дхіллон. Старший син магараджи Харі Сінґха. Брав участь у військових кампаніях батька проти афганців. 1764 року після загибелі того його старший брат Джханда Сінґх успадкував місаль Бганґі й титул магараджи, призначивши очільником війська Ганду Сінґха.
Відзначився в кампаніях вКашмірі та Мултанській субі. 1774 року після загибелі брата став магараджею. Продовжив в союзі з Джассою Сінґхом Рамгархією війну проти джатедара Джасси Сінґха Ахлувалії та його союзників Джая Сінґха Канхеї та Мага Сінґха Сукерчакії. Проте на початку 1776 року помер від хвороби або загинув від стріли під час однією з битві. Йому спадкував син Деса Сінґх.